# Seitaro Tomisawa
Seitaro Tomisawa (富澤 清太郎, Tomisawa Seitaro) est un footballeur japonais né le 8 juillet 1982. Il évolue au poste de défenseur.

## Biographie
Seitaro Tomisawa commence sa carrière professionnelle au Tokyo Verdy. Il est prêté en 2005 pour une saison au Vegalta Sendai.
En 2012, Seitaro Tomisawa rejoint les rangs du Yokohama F. Marinos.

## Palmarès
- Vainqueur de la Coupe du Japon : 2004 et 2013